# Sam Pedlow
Samuel „Sam“ Pedlow (* 14. Juni 1987 in Barrie) ist ein kanadischer Beachvolleyballspieler.

## Karriere
Pedlow ging nach seiner Ausbildung an der St. Peter’s Catholic Secondary School in Barrie zur Queen’s University in Kingston, wo er mit Beachvolleyball begann. Seine ersten internationalen Auftritte hatte er 2007 mit Tom Podstawka. Mit ihm nahm er am Challenger-Turnier in Mailand teil und erreichte den 19. Platz bei der U21-Weltmeisterschaft in Modena. Bei den Québec Open der FIVB World Tour 2011 unterlag er mit Aaron Nusbaum in der „Country Quota“.
2012 bildete Pedlow ein neues Duo mit Grant O’Gorman. Beim NORCECA-Turnier in Mayagüez erreichten Pedlow/O’Gorman den dritten Rang. 2013 wurden sie bei den kontinentalen Turnieren in Guatemala-Stadt und Toluca Sechste und Vierte. Beim Grand Slam der World Tour 2013 erreichten sie den 25. Platz. Danach waren sie auf der NORCECA-Tour mit dritten Plätzen in Varadero und Puerto Rico sowie einer Finalteilnahme in Mazatlán weiter erfolgreich, bevor sie den Grand Slam in São Paulo wieder auf dem 25. Platz beendeten. Die World Tour 2014 begannen sie mit einem neunten Rang bei den Fuzhou Open. Danach kamen sie zunächst nicht über hintere Platzierungen hinaus. Nur in der NORCECA-Serie lief es mit den Rängen drei, vier und zwei bei den Turnieren in Toronto, Varadero und Puerto Rico besser. Am Jahresende kamen Pedlow/O’Gorman auf den 17. Platz bei den Xiamen Open und den neunten Platz in Paraná.
Auf der World Tour 2015 gelangen ihnen lange Zeit nur zweistellige Ergebnisse, während sie beim NORCECA-Turnier in North Bay den dritten Rang erreichten. Später im Jahr schafften sie als Neunte der Rio de Janeiro Open, Fünfte in Xiamen sowie wieder Neunte in Antalya doch noch einige Top-Ten-Ergebnisse. Beim NORCECA-Turnier in Trinidad und Tobago mussten sie sich erst im Finale dem US-Duo Dalhausser/Lucena geschlagen geben. Anfang 2016 wurden Pedlow/O’Gorman Fünfte der Kisch Open. Neben einigen schwächeren Ergebnissen erreichten sie auf der World Tour 2016 vier neunte Plätze und einen weiteren fünften Rang bei den Cincinnati Open. In Olsztyn wurden sie erneut Neunte. Dann erspielten sie beim Continental Cup in Sotschi einen weiteren Startplätze für Kanada bei den Olympischen Spielen in Rio de Janeiro, den allerdings ihre Konkurrenten Binstock/Schachter einnahmen. Der neunte Platz beim Grand Slam in Long Beach war ihr letztes gemeinsames Ergebnis auf der Tour.
Von 2016 bis 2021 spielte Pedlow mit Sam Schachter. Zum NORCECA-Turnier im November 2016 trat er mit seinem neuen Partner an und siegte im Finale gegen die Kubaner González/Díaz. Auf der World Tour 2017 begannen Pedlow/Schachter mit zwei neunten Plätzen in Fort Lauderdale (Fünf-Sterne-Turnier) und Rio de Janeiro (vier Sterne). In Den Haag wurden sie wieder Fünfte, in Poreč Neunte und in Gstaad Fünfte. Bei der Weltmeisterschaft in Wien belegten sie Platz neun. Bei den Commonwealth Games 2018 im australischen Gold Coast gewannen Pedlow/Schachter die Silbermedaille.